# Katie Volynets
Katie Volynets (Walnut Creek, California, 31 de diciembre de 2001) es una tenista estadounidense.
El 29 de julio de 2024 alcanzó el puesto 56 en el ranking individual y el 447 en el ranking de dobles de la clasificación la Asociación de Tenis Femenino (WTA).
En abril de 2022 ganó sobre tierra batida el torneto ITF en categoría individual que se disputó en Palm Harbor (Florida). En mayo de 2021, también sobre tierra batida, fue la campeona del torneo ITF disputado en Bonita Springs (Florida).
Volynets, como campeona en categoría individual del torneo júnior USTA (United States Tennis Association) Girls 18s National Championships disputado en 2019, se adjudicó el derecho a recibir una wildcard para el cuadro principal del Abierto de Estados Unidos 2019, perdiendo en primera ronda ante Bianca Andreescu; a la postre, ganadora del torneo.

## Títulos WTA 125s

### Individual (1–0)
| Resultado | Fecha              | Torneo   | Superficie    | Oponente     | Puntaje       |
| --------- | ------------------ | -------- | ------------- | ------------ | ------------- |
| Campeona  | 9 de junio de 2024 | Makarska | Tierra batida | Mayar Sherif | 3-6, 6-2, 6-1 |